# Amphidrina melanosema
Amphidrina melanosema là một loài bướm đêm trong họ Noctuidae.